# Nickelodeon (album)
Nickelodeon was het eerste studioalbum van Hudson Ford, een afsplitsing van Strawbs. Na Bursting at the Seams met de successingle Part of the Union ging de band de meer progressieve kant op en dat wilden Richard Hudson en John Ford (toen) niet meemaken. Zij gingen onder eigen naam verder en kwamen met dit album dat af en toe nog aan de Strawbs doet denken (tracks 4 en 5), de rest bestaat uit rock. Op het album doet nog een Strawbslid uit het verleden mee Rick Wakeman. Ken Laws (overleden maart 2007) was ook slagwerker in deze band, maar werd niet op het album genoemd, Conway is voornamelijk bekend van studiowerk.

## Musici
- Richard Hudson – gitaar, sitar, percussie
- John Ford – basgitaar, zang
- Mickey Keen (1951-2007) – gitaar
- Gerry Conway – drumkit
- Rick Wakeman en Chris Parren ( later Strawbs) – toetsinstrumenten
- Tom Allom – harmonium, piano
- Billy Bell – banjo
- Jack Emblow – accordeon

## Composities
Alle muziek en teksten zijn geschreven door Hudson Ford. 
| Nr. | Titel                          | Duur |
| --- | ------------------------------ | ---- |
| 1.  | Crying blues                   |      |
| 2.  | Angels                         |      |
| 3.  | I wanted you                   |      |
| 4.  | Hello, I thought you were dead |      |
| 5.  | Solitude                       |      |
| 6.  | Dark Lord                      |      |

| Nr. | Titel              | Duur |
| --- | ------------------ | ---- |
| 1.  | Pick up the pieces |      |
| 2.  | Let her cry        |      |
| 3.  | Tea leaf (to Joss) |      |
| 4.  | Take it back       |      |
| 5.  | I don’t understand |      |
| 6.  | Revelations        |      |

De Amerikaanse persing had Burn baby burn in plaats van Solitude

## Singles
Van het album werden drie singles gehaald:
- 1973: Pick up the pieces met B-kant This is not the way to end a war, dat in de Engelse hitparade belandde;
- 1973: Take it back met B-kant Make no mistake
- 1974: Baby baby burn met B-kant Angels; een klein succes in Duitsland en Scandinavië.

Het muziekalbum verscheen eind 2009 voor het eerst op compact disc. Het Spaanse platenlabel Retro Disc International is echter weinig bekend. Men vermoedde dat de cd’s aan de hand van verbeterde elpeeopnamen tot stand zijn gekomen; de site van Strawbs vermeldde dat het illegale persingen zijn. Fans brachten daartegenin dat A & M Records waarschijnlijk nooit tot heruitgave zou overgaan, daarvoor was /is de band te onbekend.